# Ponte internazionale della Guadiana
Il Ponte internazionale della Guadiana, in spagnolo Puente internacional del Guadiana, in portoghese Ponte internacional do Guadiana, è un ponte stradale costruito nel 1991 da un consorzio spagnolo-portoghese che attraversa il fiume Guadiana nel suo tratto finale a circa 2 km dalla foce. È attraversato dalla strada europea E01 (in Spagna A-49, in Portogallo A22) e collega Ayamonte in Andalusia (Spagna) con Castro Marim in Algarve (Portogallo). La sede stradale consiste in un'unica carreggiata con due corsie per senso di marcia sprovviste di corsia di emergenza. 
Con i suoi 666 metri di lunghezza ed una campata centrale di 324 metri è il settimo ponte stradale più lungo della penisola iberica. È stato aperto al traffico il 22 agosto 1991.

## Progetto e costruzione
L'idea di costruire un ponte stradale che unisse le due rive della Guadiana presso la foce è molto antica ma fu solo nel 1963 che i Governi di Spagna e Portogallo decisero di iniziare degli studi di fattibilità per la realizzazione dell'infrastruttura. Finalmente, nel 1985, la Dirección General de Carreteras spagnola e la Junta Autónoma de Estradas portoghese approvarono il progetto dell'architetto portoghese José Luís Câncio Martins affidando la costruzione del ponte ad un consorzio formato dalla società spagnola Huarte S.A. e dalla portoghese Teixeira Duarte S.A.
Le maggiori difficoltà da affrontare erano la larghezza della Guadiana in quel tratto, di circa mezzo chilometro e la profondità del fiume che ammonta ad alcune decine di metri. Al progetto, durante i quasi quattro anni di costruzione, lavorarono circa 300 operai e vennero utilizzati oltre 28.000 metri cubi di cemento e 5.500 tonnellate di acciaio. I piloni misurano una lunghezza totale di 2.100 metri per 2 metri di diametro.
Al momento dell'apertura al traffico, nell'agosto 1991, il Ponte internazionale della Guadiana vantava la seconda campata al mondo in cemento armato per lunghezza. 

## Dati tecnici
Il ponte misura una lunghezza totale di 666 metri, una campata centrale di 324 metri ed è formato da cinque sezioni. La sede stradale è posta a circa 20 metri sopra il livello del fiume per consentire la navigazione anche ad imbarcazioni di notevoli dimensioni. I due piloni del ponte, dalla caratteristica forma ad 'Y' rovesciata, misurano 100 metri di altezza. Il pilone posto sul lato spagnolo poggia su un'isola artificiale costruita sul letto del fiume mentre il pilone sul lato portoghese poggia sulla terraferma. 

## Galleria d'immagini

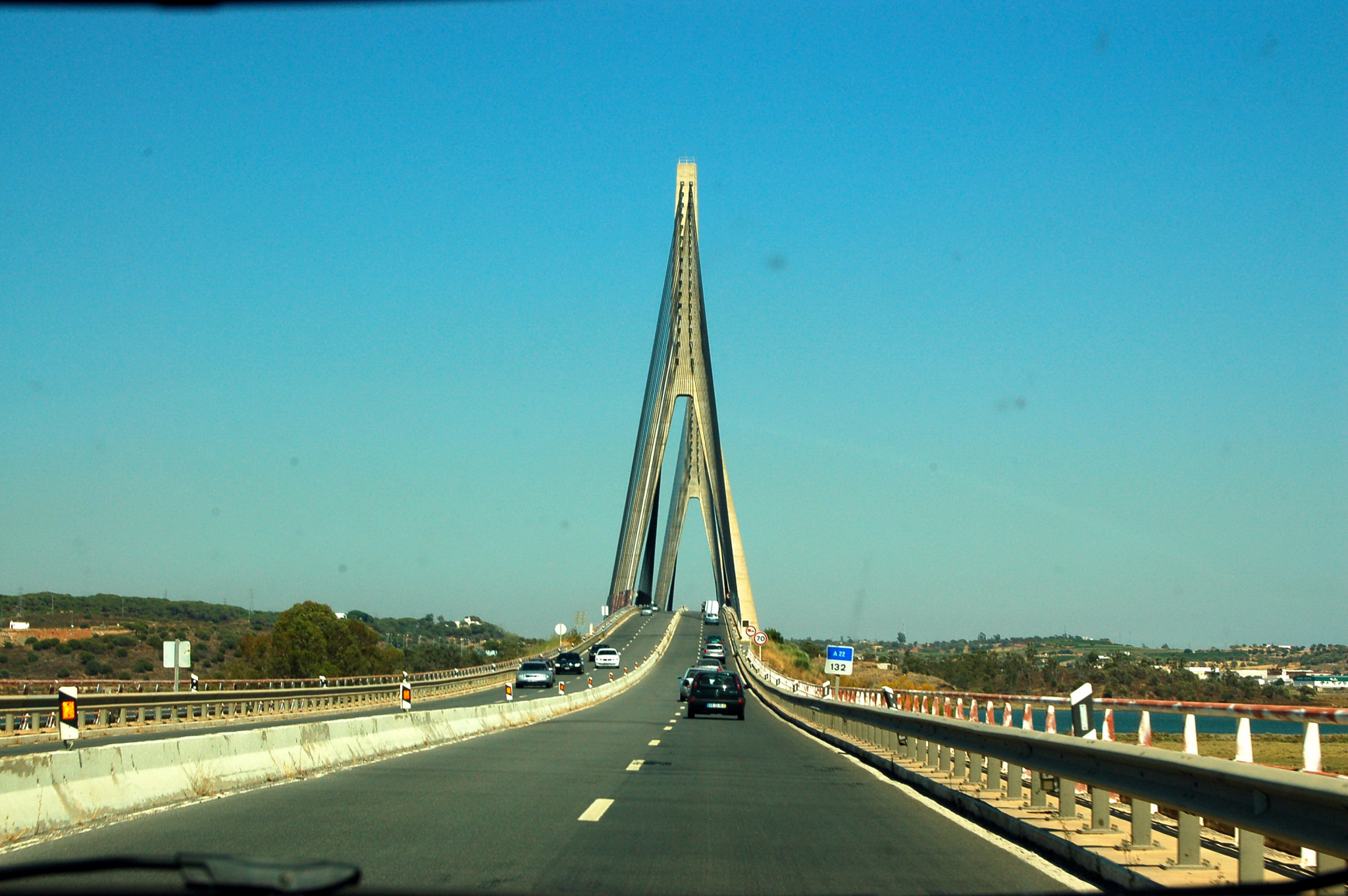
La sede stradale del ponte (1)
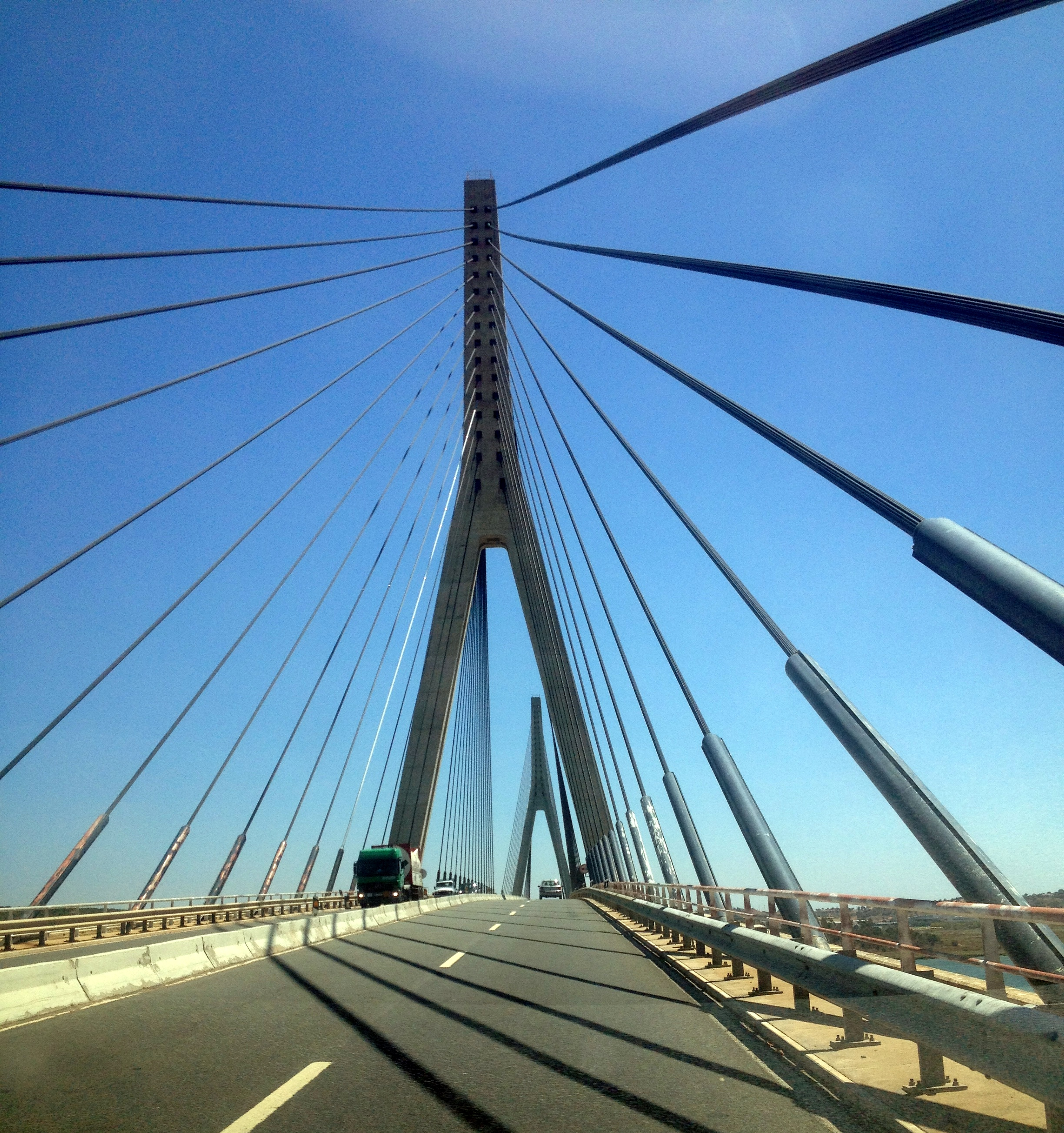
La sede stradale del ponte (2)
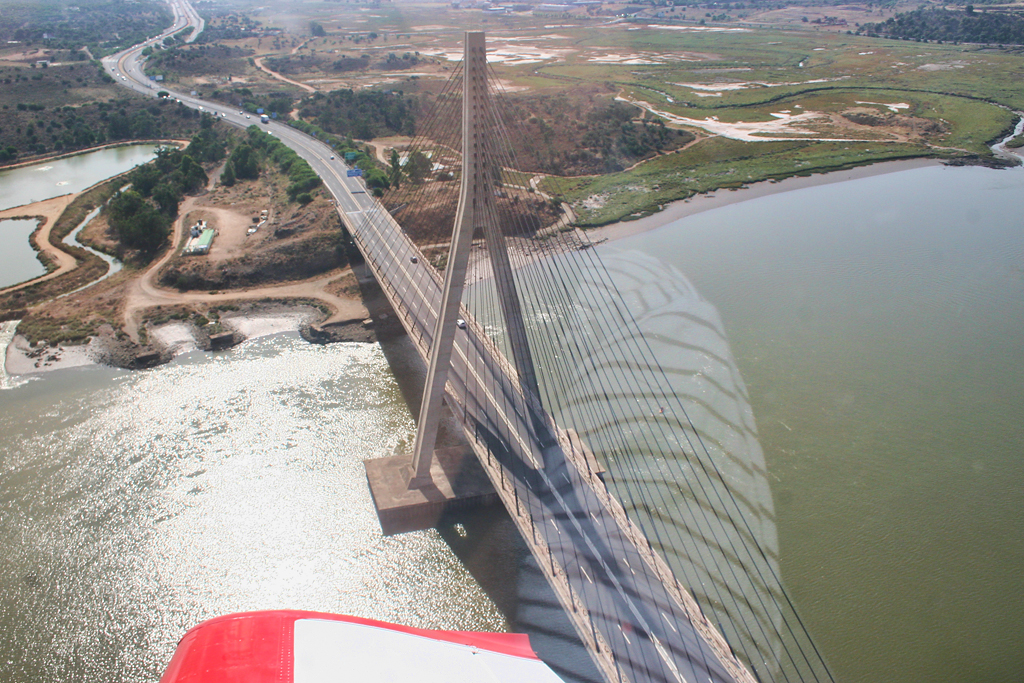
Vista aerea del ponte con la riva spagnola della Guadiana
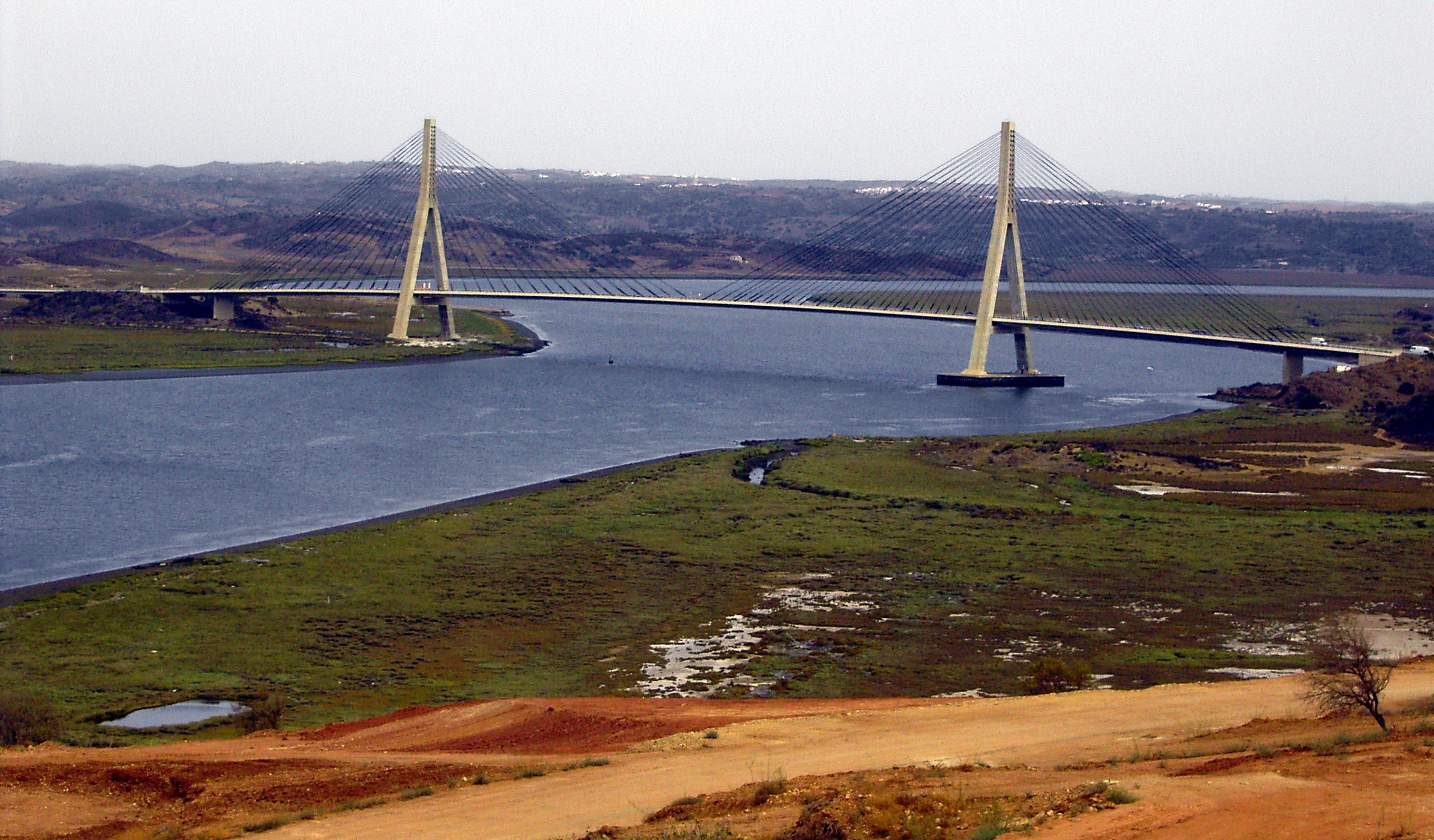
Panoramica del ponte dalla riva spagnola